# Czulman
Czulman (ros. Чульман) – osiedle typu miejskiego w azjatyckiej części Rosji, w Jakucji.
Leży na południowym krańcu Gór Ałdańskich u podnóża Gór Stanowych, nad rzeką Czulman (dopływ Timptonu); ok. 40 km na północny wschód od Neriungri; 17 tys. mieszkańców (1989); ośrodek wydobycia węgla kamiennego (Południowojakuckie Zagłębie Węglowe); port lotniczy.
Przez Czulman przebiega Magistrala Amursko-Jakucka.